# Ars Magna (Girolamo Cardano)
Pour les articles homonymes, voir Ars Magna.
L'Ars Magna est un ouvrage écrit en latin par Jérôme Cardan et dont la première édition, sous le titre Artis magnæ, sive de regulis algebraicis, remonte à 1545. Cet ouvrage est particulièrement célèbre pour contenir les premières solutions publiées du nombre complexe, des équations cubiques et quartiques, c'est-à-dire les solutions de polynômes de degré 3 et 4. En effet, Tartaglia connaissait ces solutions dès 1535, mais avait choisi de les garder secrètes.

## Rédaction
Girolamo Cardano — au nom francisé de Jérôme Cardan — publie en 1545 ce que beaucoup considèrent comme le livre fondateur de l'algèbre moderne : Artis magnae sive de regulis algebraicis plus connu sous le titre d'Ars Magna. Cardan mit certainement cinq ans à l'écrire, puisque dès 1539 il informe Tartaglia de sa rédaction. Le livre aura une deuxième édition en 1570 et une troisième et définitive en 1663. Il s'agit d'un ouvrage écrit en latin et destiné à des mathématiciens professionnels. Ce n’est pas — comme bien d'autres textes de la Renaissance — une simple compilation de résultats déjà connus, mais un apport de connaissances nouvelles. Certaines proviennent de l'auteur, d'autres de Scipione del Ferro, de Tartaglia et de Ludovico Ferrari, qui sont cités dans une courte introduction — un peu plus de dix lignes —. Sans doute Ars Magna est-il le premier traité de théorie des équations. 

## Contenu
- le chapitre V étudie les équations du second degré, avec dix problèmes résolus et une démonstration géométrique des règles de chacun des trois cas possibles
- Cardan, pour sa part, démontre géométriquement dans le chapitre VI les développements de {\displaystyle (a+b)^{3}} et {\displaystyle (a-b)^{3}}
- le chapitre VII est consacré à la démonstration du changement de variable {\displaystyle y=x+a^{3}} qui permet d'éliminer le terme en {\displaystyle x^{2}} d'une équation du troisième degré dont le coefficient est {\displaystyle a}, et en général, le terme en {\displaystyle x^{n}+1} dans une équation de degré {\displaystyle n}
- dans le chapitre VIII, Cardan explique comment trouver la solution pour des équations à puissances égales à une puissance plus élevée, plus un nombre. Il prend des exemples tels que {\displaystyle 10x^{4}=x^{5}+64} ou {\displaystyle 10x^{3}=x^{5}+48}
- les chapitres IX et X traitent de systèmes à deux équations à deux inconnues, d'abord linéaires puis non linéaires
- les treize chapitres suivants, du chapitre XI jusqu'au chapitre XXIII, sont consacrés à la résolution des treize types possibles d'équations du troisième degré avec des coefficients positifs. Une démonstration géométrique — ni claire ni correcte — de quatre pages est donnée dans le chapitre XI. Cardan continue jusqu'au chapitre XXIII, toujours avec des démonstrations géométriques, la règle correspondante et des exemples variés
- les chapitres qui suivent, jusqu'au chapitre XXXVIII, apportent des solutions approximatives et des normes diverses pour obtenir les équations les plus simples possibles
- le chapitre XXXIX aborde quelque chose de totalement nouveau pour le public de l'époque : les équations du quatrième degré. Cardan reconnaît l'autorité de Ludovico Ferrari, qui l'a autorisé à se servir de ces équations. Avec cette seule limite qu'elles se réfèrent à des coefficients positifs, ces équations du quatrième degré donnent lieu à vingt possibilités, de {\displaystyle x^{4}=bx^{2}+ax+N}  à  {\displaystyle x^{4}+ax+N=bx^{2}} en passant par {\displaystyle x^{4}+bx^{2}+cx^{3}=N}. Mais que pouvait signifier en géométrie une expression telle que {\displaystyle x^{4}} ? Malgré cela, Cardan traite effectivement les équations du quatrième degré, ce qui ouvre la voie ultérieurement au développement de l'algèbre[3]

## Apports d'Ars Magna
Cardan a suivi la norme et l'usage de son temps, il n'a employé que des coefficients positifs. Quant aux solutions, il distingue les positives, qu'il appelle « véritables », des négatives, auxquelles il se réfère comme « fictives ». Pour ce qui est des nombres négatifs, le chapitre XXXVII d’Ars Magna pose des problèmes dont les solutions sont négatives, mais qui peuvent être vérifiées comme positives. 
Cardan prend comme exemple deux paires d'équations pour lesquelles la solution négative de l'une est la solution positive de l'autre : 

la première paire est {\displaystyle x^{2}=4x+32} et {\displaystyle x^{2}+4x=32} ; 

la seconde paire est {\displaystyle x^{2}=x+20} et {\displaystyle x^{2}+x=20}. 

Cardan considère ce qu'on appelle aujourd'hui les « nombres complexes » avec beaucoup de méfiance. Ainsi, dans le problème II du chapitre XXXVII — le deuxième type de supposition négative — le problème suivant est posé : « Diviser 10 en deux parties dont le produit soit 40 ». L'équation qu'il résout, en langage actuel, est : {\displaystyle x(10-x)=40} {\displaystyle \Rightarrow } {\displaystyle x^{2}-10x+40=0}

Cardan, après avoir trouvé les deux solutions de l'équation {\displaystyle 5+{\sqrt {-15}}} et {\displaystyle 5-{\sqrt {-15}}}, dit « en laissant de côté les tortures mentales que cela implique », on procède à la multiplication de ces solutions et on obtient comme produit {\displaystyle 25-(-15)=40}. Il argumente que {\displaystyle {\sqrt {-9}}} n'est pas {\displaystyle +3} ni {\displaystyle -3}, mais quaedam tertia natura abscondita. Tout cela amène ce commentaire : « Ainsi progresse la subtilité arithmétique dont l'aboutissement est, comme nous l'avons dit, aussi raffiné qu'inutile ». 
Une autre découverte de Cardan est la relation qui existe entre les coefficients des équations et le nombre et le type de solutions de ces équations. En ce sens, il applique, en se référant aux équations de forme {\displaystyle x^{3}+a=bx}, des exemples tirés de cas comportant différentes solutions selon que l'expression {\displaystyle {\frac {2}{3}}}{\displaystyle b}{\displaystyle {\sqrt {\frac {b}{3}}}} est égale, supérieure ou inférieure à {\displaystyle a}. Cardan fait connaître cette relation dans le premier chapitre d'Ars Magna, ce qui donne une idée de l'importance de ses contributions dès le début du traité. 
La notation employée par Cardan est {\displaystyle R} pour la racine carrée, {\displaystyle p} pour le signe de l'addition, {\displaystyle m} pour le signe de la soustraction. Pour l'inconnue, il emploie aussi {\displaystyle R}, pour le carré {\displaystyle Z}, et pour le cube {\displaystyle C}
Le contenu d'Ars Magna a produit un impact considérable sur les cercles scientifiques de son temps. L'œuvre a eu une deuxième édition enrichie qui a fait l'objet d'une analyse serrée par une nouvelle génération de mathématiciens. En raison de ses indiscutables mérites, elle est restée pendant plusieurs siècles une œuvre de référence obligée.